# Ariel Kuśka
Ariel Kuśka (ur. 29 września 1988) – polski judoka, trener judo.
Były zawodnik KS Polonia Rybnik (2005-2013). Dwukrotny wicemistrz Polski seniorów w kategorii do 60 kg (2008, 2009). Ponadto m.in. młodzieżowy wicemistrz Polski 2010 w tej kategorii. Były trener judo w KS Polonia Rybnik (2020).